# Tentativa de golpe de Estado nas Filipinas em janeiro de 1987
A tentativa de golpe de Estado nas Filipinas em janeiro de 1987 ocorreu em 27 de janeiro de 1987 quando uma intentona golpista contra o governo da presidenta filipina Corazon Aquino foi organizada por apoiadores civis e militares do governante antecessor deposto Ferdinando Marcos. Os soldados eram membros das Forças Armadas das Filipinas que pertenciam à Guardians Brotherhood, Inc (GBI) liderada pelo Coronel Oscar Canlas. Eles lançaram ataques fracassados às instalações da Força Aérea Filipina na Base Aérea de Villamor em Pasay e na Estação Aérea de Sangley Point em Cavite, e ocuparam a estação de televisão GMA-7 em Cidade Quezon por 61 horas antes de se renderem em 29 de janeiro.
Foi a terceira tentativa de derrubar Aquino e foi o primeiro incidente a produzir uma fatalidade. Posteriormente, foi superado por uma tentativa de golpe subsequente em agosto daquele ano.

## Antecedentes
Na altura do golpe, o governo Aquino estava enfrentando diversas crises políticas, como as consequências da conspiração God Save the Queen  em Novembro de 1986, a deterioração gradual das relações com o Movimento de Reforma das Forças Armadas (RAM), um grupo de soldados e oficiais dissidentes das Forças Armadas das Filipinas liderados pelo coronel Gringo Honasan e pelo ministro da Defesa Juan Ponce Enrile, que ajudaram a instalar Aquino na presidência durante a Revolução do Poder Popular que pôs fim à ditadura de Marcos e o forçou ao exílio em fevereiro de 1986, as repercussões do Massacre de Mendiola em 22 de janeiro de 1987, que abalou suas relações com a esquerda, e os preparativos para o plebiscito sobre a ratificação de uma nova constituição em 2 de fevereiro.

### Preparações e advertências
O pessoal envolvido no golpe eram os membros do Guardians Brotherhood, Inc (GBI), uma organização militar que afirmava adesão de cerca de 70 por cento do efetivo total das Forças Armadas das Filipinas. Alguns deles também participaram da primeira tentativa de golpe contra o governo de Aquino durante o Cerco ao Manila Hotel em julho de 1986. Eles também foram identificados como apoiadores do ex-presidente Ferdinando Marcos, que após sua derrubada vivia exilado no Havaí, e criticavam a abordagem percebida como branda do governo de Aquino em relação à insurgência comunista nas Filipinas. Investigações subsequentes revelaram que membros do GBI tinham discutido planos para um golpe e recrutamento entre o pessoal em Luzon Central e a Força Aérea Filipina já em dezembro de 1986.
Em 20 de janeiro de 1987, chegaram ao exército filipino relatos de uma conspiração para eliminar a liderança das Forças Armadas e depor Aquino. Outra conspiração arquitetada pelo RAM teria sido descoberta em 24 de janeiro, mas não foi levada adiante após uma reunião entre o chefe de gabinete das Forças Armadas, Fidel Ramos, e os líderes do RAM, Gringo Honasan e Eduardo Kapunan.

## Golpe
Na madrugada de 27 de janeiro de 1987, cerca de 400 soldados rebeldes chegaram a Manila vindos da guarnição militar em San Fernando (Pampanga) e se ramificaram para capturar seus alvos, ou seja, o quartel-general da Força Aérea Filipina na Base Aérea de Villamor, a Estação Aérea de Sangley Point e a emissora de televisão GMA-7, numa tentativa de derrubar Aquino e devolver Marcos à presidência. Mais tarde, funcionários do governo alegaram que também planejavam impedir o plebiscito constitucional previsto para 2 de fevereiro. No entanto, os rebeldes posteriormente negaram que pretendiam derrubar o governo de Aquino, dizendo que estavam lutando contra uma tomada de poder pelos comunistas e protestando contra a presença de funcionários esquerdistas em seu gabinete.
Uma unidade de reforço de Luzon Central composta por 111 pessoas liderada pelo coronel Reynaldo Cabauatan foi impedida de se unir à principal força rebelde depois de terem sido interceptados pelas forças governistas na praça de pedágio de Balintawak, na Via Expressa do Norte de Luzon.

### Ocupação do GMA-7
Um grupo avançado de dissidentes da Força Aérea Filipina chegou ao GMA Network Center à 1h30 e conduziu 43 funcionários e visitantes para a Talent Room. O corpo principal de soldados, liderado pelo oficial de inteligência da Força Aérea, Coronel Oscar Canlas, chegou às 5h. No total, sua força foi estimada em cerca de 200 pessoas, e mais tarde foi aumentada por cerca de 100 apoiadores civis de Marcos que se reuniram do lado de fora, entre eles os atores Elizabeth Oropesa, Alona Alegre, Annie Ferrer e Amay Bisaya. . Embora as forças governamentais tenham conseguido isolar a área, eclodiram confrontos entre os civis leais a Marcos e os contramanifestantes que compareceram.
Ao mesmo tempo, outras estações de televisão próximas, nomeadamente PTV-4 e RPN-9, geridas pelo governo, também foram atacadas pelos rebeldes. Ambas as estações foram posteriormente protegidas por forças pró-governo, mas permaneceram fora do ar até o meio-dia.

### Ataques a instalações militares
Cinco oficiais e 69 soldados atacaram a Base Aérea de Villamor, tendo sido descobertos apenas quando começaram a descarregar as armas no seu interior. Eles tentaram capturar vários helicópteros Huey e Sikorsky, mas foram detidos após um violento tiroteio em que um rebelde foi morto. Os rebeldes posteriormente se renderam.
Na Base Aérea de Sangley, cerca de 55 soldados liderados pelo tenente-coronel Rodolfo Calzado entraram nas instalações, bloquearam a pista e mantiveram brevemente como reféns o general comandante e seu adjunto antes de se renderem.
Outro grupo de cerca de 100 soldados tentou lançar um ataque à sede das Forças Armadas em Camp Aguinaldo, mas foram detidos. Foi relatado que várias dezenas de rebeldes se barricaram em uma subdivisão residencial depois que um ataque semelhante ao quartel-general da Philippine Constabulary em Camp Crame fracassou. Uma manifestação civil-militar em apoio ao golpe foi desmantelada no quartel-general do Exército Filipino em Fort Bonifacio e os seus participantes foram presos.

### Tentativa de retorno de Marcos
Apesar das negações do envolvimento de Marcos, autoridades estadunidenses e filipinas relataram que durante o golpe, os Marcos alugaram um Boeing 707 da empresa Pan Aviation, com sede em Miami, de propriedade do traficante de armas libanês Sarkis Soghanalian, que havia sido indiciado em um tribunal dos Estados Unidos e era associado do bilionário saudita Adnan Khashoggi, ele próprio amigo da ex-primeira-dama Imelda Marcos e uma figura importante no escândalo Irã-Contras. O gerente de um estabelecimento comercial de roupas militares afirmou que a Sra. Marcos liderou uma comitiva até a loja em antecipação de seu retorno, comprando pouco mais de US$ 2.000 em mercadorias que incluíam todo o estoque de calças militares camufladas, botas de combate e camisetas verde-oliva. No entanto, o plano foi abortado em 30 de janeiro, depois que os Marcos foram confrontados por funcionários do Departamento de Estado dos Estados Unidos e lembrados de um acordo informal que fizeram com seus anfitriões para não retornarem às Filipinas.
Como precaução, o governo Aquino ordenou soldados e helicópteros adicionais para a província natal de Marcos, Ilocos Norte, durante o golpe, e implantou tanques para bloquear a pista do Aeroporto Internacional de Laoag.

### Negociações e fim do golpe
Ao meio-dia, tornou-se evidente que o único reduto dos rebeldes era o GMA Network Center. No entanto, os planos do governo para invadir o complexo foram impedidos pela presença crescente de apoiantes civis dos rebeldes que, apesar do bloqueio militar, simplesmente ultrapassaram as barreiras e entraram nas instalações. Durante este tempo, Aquino instou os rebeldes do GMA-7 a se renderem, ao mesmo tempo que insinuava que "operações militares intensivas" eram iminentes. Ela também ordenou a prisão de todos os soldados rebeldes. O Arcebispo de Manila, Cardeal Jaime Sin, também apareceu na televisão para exortar à calma e pediu às pessoas que ficassem em casa.
Foram feitas tentativas de usar ex-colegas de classe de Canlas na Academia Militar das Filipinas, bem como sua esposa e filhos, que eram cadetes na Academia Militar, para contatá-lo por telefone e rádio para persuadi-lo a se render, em vão. No entanto, Canlas posteriormente tornou-se objeto de ridicularização pública  quando, depois que a esposa de Canlas foi ao rádio pedindo-lhe que se rendesse, outra mulher ligou para a estação, insistindo que ela era a verdadeira esposa de Canlas. Embora os rebeldes tenham libertado 37 funcionários da estação durante a noite, o impasse continuou no dia seguinte, com os rebeldes permitindo que cerca de 20 jornalistas dentro do complexo presenciassem a situação e como proteção contra um ataque.
Às 3h da madrugada do dia 28 de janeiro, Canlas encontrou-se pessoalmente com Ramos em uma van estacionada em frente ao complexo. Durante conversas recuperadas ao vivo na rádio, Ramos ordenou severamente que Canlas se rendesse, que respondeu que estava "disposto a pagar o preço do nosso comportamento", insistindo que estavam a manifestar-se contra a crescente influência comunista e não a conspirar para derrubar Aquino. Após o fracasso das negociações, Canlas emitiu uma carta aberta explicando suas ações e pedindo a derrubada de Aquino e a restauração de Marcos. Depois de várias horas, gás lacrimogêneo foi disparado contra o complexo e soldados do governo foram colocados em prontidão para avançar quando oficiais do RAM liderados por Honasan intervieram para mediar, alertando Ramos que um ataque violento prejudicaria fatalmente as Forças Armadas das Filipinas. Durante este tempo, Ramos, que tinha montado acampamento numa casa próxima do complexo, e outros oficiais estavam a considerar cavar um túnel sob a estação para que as forças de elite usassem numa incursão.
Após outra rodada de longas negociações, os rebeldes finalmente concordaram em se render e, às 9h do dia 29 de janeiro, os apoiadores civis dos rebeldes deixaram o complexo e foram levados ao quartel-general do Distrito da Polícia do Norte em Camp Karingal para processamento legal, seguidos por Canlas e suas tropas às 16h. Eles foram escoltados pelo Superintendente da Academia Militar, Brigadeiro General Rodolfo Biazon, e detidos no Fort Bonifácio.
Os rebeldes embarcaram em nove ônibus no complexo do GMA-7 depois de se despedirem do telhado da estação para os seguidores restantes do lado de fora. Antes de entrar nos ônibus, as tropas, aplaudindo e erguendo os punhos cerrados, esvaziaram os pentes de munição das armas. A caminho do Fort Bonifácio, eles foram escoltados por dez motocicletas da polícia e quatro carros da polícia e entregaram as armas de fogo na chegada. Antes de chegar ao forte, Canlas e outros doze oficiais foram autorizados a dar uma conferência de imprensa no Ministério da Defesa Nacional, em Camp Aguinaldo, durante a qual insistiram que não tinham lançado uma rebelião e negaram a responsabilidade pelos outros ataques ocorridos.

## Consequências

### Repercussões políticas e militares
A insistência das autoridades governamentais e dos golpistas em evitar a palavra “rendição” ao discutir a sua retirada do GMA-7, bem como a insistência de Ramos de que os rebeldes eram “elementos desencaminhados” das Forças Armadas das Filipinas, foram vistas como parte de uma saída salvadora do golpe, que destacou as divisões nas forças armadas.
O plebiscito constitucional prosseguiu conforme planejado em 2 de fevereiro de 1987, com 76% dos eleitores aprovando a nova Constituição, que entrou em vigor naquele dia. A sua ratificação foi considerada como uma repreensão popular aos conspiradores golpistas.

### Vítimas e danos
A única fatalidade registrada durante o golpe foi o soldado Daniel Hubag, que foi morto enquanto lutava pelo lado rebelde na Base Aérea de Villamor em 27 de janeiro. Dezesseis rebeldes também ficaram feridos no ataque a Villamor, enquanto 35 pessoas, a maioria civis, ficaram feridas durante o impasse de três dias no GMA-7. No total, quase 60 pessoas ficaram feridas durante o golpe.
Os funcionários do GMA Network disseram que os rebeldes deixaram o prédio em desordem, com “resíduos e restos de comida” espalhados pelo chão e equipamentos eletrônicos dos estúdios, objetos de valor pessoais e dinheiro dos escritórios também desaparecidos. O canal não conseguiu transmitir durante os três dias do golpe, resultando em perdas de cerca de 3 milhões de pesos. Sua cantina foi saqueada, perdendo  45.000 pesos. O governo disse que iria compensar a estação pelos danos sofridos.

### Processos contra os golpistas
Três horas após a rendição de Canlas, Aquino anunciou que seriam feitas acusações de rebelião a mais de 100 participantes civis no golpe, a maioria das quais foram posteriormente retiradas. O próprio Canlas foi detido até 1992, mas foi brevemente libertado em 1989 para assistir à formatura de seu filho Oscar Jr., na Academia Militar das Filipinas. Em abril de 1987, outro grupo de militares dissidentes atacou o Fort Bonifácio na tentativa de libertá-lo e a outros detidos e derrubar Aquino. Em maio de 1988, 106 militares foram condenados por sua participação nos eventos, enquanto em 1989, uma corte marcial condenou 14 militares a 6–12 anos de prisão por seu papel no ataque à Base Aérea de Villamor.
Em 30 de janeiro de 1987, Ramos ordenou a prisão dos oficiais pró-Marcos, Brigadeiro General José Maria Zumel, Coronel Rolando Abadilla e Coronel Reynaldo Cabauatan por suposto envolvimento na intentona golpista. Abadilla, que mais tarde foi acusado de ser o mentor do golpe, foi preso em julho de 1987, mas foi autorizado a concorrer com sucesso à vice-governador de Ilocos Norte na prisão nas eleições locais realizadas em janeiro de 1988. Ele foi posteriormente absolvido das acusações contra si por uma corte marcial em dezembro de 1988.
Em 1991, o coronel Calzado foi capturado sem resistência em Paco Park, Manila, pela Força Aérea Filipina por liderar o ataque a Sangley Point, e foi condenado a 12 anos de prisão.
Em 28 de agosto de 1992, Canlas e outros 15 rebeldes que participaram na tomada do GMA foram temporariamente libertados da detenção e colocados sob custódia dos seus respectivos comandantes de serviço por ordem de Ramos, que era então o sucessor de Aquino como presidente.

## Nota
- Este artigo foi inicialmente traduzido, total ou parcialmente, do artigo da Wikipédia em inglês cujo título é «January 1987 Philippine coup attempt».